# Баумйоханн, Александер
Алекса́ндер Баумйо́ханн (нем. Alexander Baumjohann; 23 января 1987, Вальтроп, Северный Рейн-Вестфалия, ФРГ) — немецкий футболист, полузащитник.

## Карьера

### Клубы
Свою футбольную карьеру начинал в клубе Teutonia SuS 20/58 Waltrop. В 13 лет перешёл в молодёжную команду «Шальке 04», а в 17 уже был в составе профессиональной команды «кобальтовых». Сперва играл за вторую команду клуба в Оберлиге Вестфалия. Свою первую игру в Бундеслиге провёл 25 февраля 2006 года против «Нюрнберга», выйдя на 87 минуте на замену Линкольну. Дебютировал на международной арене 16 марта 2006 года в 1/8 финала Кубка УЕФА в матче против «Палермо», в котором также вышел на замену.
Сыграв в продолжение сезона всего одну игру, Баумйоханн перешёл в «Боруссию» из Мёнхенгладбаха, в составе которой в сезоне 2006/07 трижды выходил на поле. Гол в ворота «Вердера», забитый 30 августа 2008 года, стал не только его первым голом в Бундеслиге, но и был признан голом месяца. В сезоне 2009/10 на правах свободного агента перешёл в мюнхенскую «Баварию» и был вызван на первую игру сезона против «Хоффенхайма». 2 января 2010 года тренер «Шальке 04» Феликс Магат и руководство «Баварии» договорились о возвращении игрока в Гельзенкирхен. 21 августа 2012 года Баумойханн разорвал контракт с «Шальке» и подписал однолетний контракт с «Кайзерслаутерном» с возможностью продления ещё на два года.
В начале июня 2013 года Баумйоханн подписал контракт с «Гертой» на три года. В начале сезона 2013/14 порвал крестообразные связки и смог вернуться в строй лишь в середине второго круга, однако на этом беды не закончились: в 2014 году, снова в августе, у игрока случился рецидив травмы. На поле игрок смог вернуться лишь во 2-м туре сезона 2015/2016.
По истечение контракта с берлинцами на правах свободного агента перешёл в бразильский клуб «Коритиба». В январе 2018 года подписал контракт с «Виторией». В августе того же года перешёл в клуб чемпионата Австралии «Уэстерн Сидней Уондерерс». 2 июля 2019 года подписал двухлетний контракт с ФК «Сидней».

### Национальная сборная
В период с 30 сентября 2003 года по 25 марта 2004 года семь раз выходил в составе юношеской сборной Германии на соревнования для игроков, не старше 17 лет; свой первый матч сыграл против команды Бельгии. За молодёжную команду сыграл дважды: 27 марта 2009 года против нидерландцев и 31 марта против белорусов.

## Достижения
- Серебряный призёр чемпионата Германии (2): 2004/05, 2009/10
- Обладатель Кубка немецкой лиги (1): 2005
- Обладатель Кубка Германии (1): 2010/11
- Финалист Кубка Германии (1): 2004/05
- Обладатель Суперкубка Германии (1): 2011